# جهش‌زا

مواد جهش‌زا

مواد جهش‌زا یا موتاژن‌ها در ژنتیک، مواد یا عواملی هستند که نه تنها بر روی سلول‌های جنسی بلکه بر روی سلول‌های سوماتیک نیز تأثیر می‌گذارند در صورتی‌که به مقدار و زمان کافی با دی‌ان‌ای در تماس قرار بگیرند. این تأثیر به صورت ایجاد تغییر در DNA یا عوامل ژنتیکی خواهد بود. در بسیاری از جهش‌ها در سرطان، مادهٔ جهش‌زا موادِ سرطان‌زا خوانده می‌شوند.

## شناختِ موتاژن‌ها
نخستین مواد جهش‌زای شناسایی‌شده مواد سرطان‌زا بودند. تومورها بیش از ۲۰۰۰ سالِ پیش و پیش از کشفِ کروموزوم‌ها و دی‌ان‌ای شناسایی و توضیح داده شده بودند. بقراط پزشک یونانی تومورها را به خرچنگ karkinos تشبیه و نام نهاده بود. واژه cancer به معنی خرچنگ است و از لاتین مشتق شده‌است.

## مطالب وابسته
- ماده سرطان‌زا
- بازسازی دی‌ان‌ای
- ژنتیک
- جهش
- آفت‌کش‌ها
- تراتوژن
- اتیل متان‌سولفونات (EMS)